# Douglas Luiz
Douglas Luiz Soares de Paulo (* 9. Mai 1998 in Rio de Janeiro) ist ein brasilianischer Fußballer, der als zentraler Mittelfeldspieler für Juventus Turin spielt.

## Karriere

### Verein
Douglas Luiz kam 2013 im Alter von 14 Jahren zu Vasco da Gama und wurde im Juli 2016 in die erste Mannschaft befördert. Er gab sein Debüt am 27. August 2016, als er für Fellype Gabriel in der zweiten Halbzeit bei einem 2:2-Unentschieden gegen den Tupi FC in der Campeonato Brasileiro Série B (zweithöchste Spielklasse) 2016 eingewechselt wurde. Er erzielte drei Tage später sein erstes Tor bei einer 1:2-Niederlage gegen den Vila Nova FC. Am Ende der Saison konnte er mit Vasco den Aufstieg in die höchste Spielklasse feiern. Er verlängerte daraufhin seinen Vertrag bis 2019.
Douglas Luiz schloss sich am 15. Juli 2017 Manchester City an und unterzeichnete einen Fünfjahresvertrag. Er wurde daraufhin direkt an den FC Girona – einem Schwesterklub innerhalb der City Football Group – verliehen für den er am 26. August 2017 bei einem 1:0-Heimsieg gegen den FC Málaga sein Debüt in der Primera División absolvierte. Nach einer Saison in Spanien mit 17 Pflichtspieleinsätzen kehrte er nach Manchester zurück. Nachdem ihm die Arbeitsgenehmigung in England verweigert wurde, lieh ihn Manchester City für die Saison 2018/19 erneut an den FC Girona aus. Dieses Mal kam er auf insgesamt 29 Einsätze in allen Saisonspielen, konnte den Abstieg der Katalanen aus der höchsten Spielklasse jedoch nicht verhindern.
Im August 2019 wechselte Douglas Luiz für kolportierte 15 Millionen Pfund zum Erstligaaufsteiger Aston Villa, nachdem zwei Tage zuvor eine Arbeitsgenehmigung erteilt worden war.
Im Sommer 2024 wechselte Douglas Luiz in die italienische Serie A zur Juventus Turin, in dem er einen 5-jährigen Vertrag unterschrieb.

### Nationalmannschaft
Er vertrat die U20 Brasiliens bei der U-20-Südamerikameisterschaft 2017 und die U23 beim Turnier von Toulon 2019. Bei letzterem Turnier war er Kapitän des Teams.
Ende Oktober 2019 wurde Douglas Luiz das erste Mal von Nationaltrainer Tite in den Kader der A-Auswahl für die Freundschaftsspiele Ende November gegen Argentinien und Südkorea berufen. Im Spiel gegen den Südkorea kam Douglas Luiz zu seinem ersten Einsatz. In der 80. Minute des Spiels wurde er für Arthur eingewechselt.
Im Juni 2021 wurde Douglas Luiz in den Kader der Olympiaauswahl für das Fußballturnier der Olympischen Sommerspiele 2021 berufen. Das Team gewann die Goldmedaille.

## Erfolge
U-23 Nationalmannschaft
- Turnier von Toulon: 2019
- Olympiasieger: 2021

## Persönliches
Von Januar bis November 2022 war Douglas Luiz mit der Schweizer Fußballspielerin Alisha Lehmann liiert. Seit Anfang 2024 ist er es erneut.